# Horst Matthai Quelle
Horst Matthai Quelle (* 30. Januar 1912 in Hannover; † 27. Dezember 1999 in Tijuana) war ein deutscher Philosoph.
Er wanderte Mitte der 1930er Jahre nach Mexiko aus. Er studierte an der Universidad Nacional Autónoma de México (U.N.A.M.) Philosophie, mit Carlos Monsiváis (Monsiváis studierte Wirtschaftswissenschaften und Philosophie an der U.N.A.M.).
Er befasste sich, wie die Werkliste zeigt, viel mit klassischer Philosophie. Sein eigener Standort war der des Individualanarchismus, wie das folgende Zitat treffend belegt:
„Für einen alten Anarchisten wie mich, der an die egoistische Eigenheit Stirners und die autistische Monade Leibniz' glaubt, ist die Welt nicht mehr als ein albernes und aufdringliches Publikum, das einen Monolog für ein Happening nimmt.“

## Werke (Auswahl)
- El hombre y sus fronteras. Una visión filosófica, (Spanisch, „Der Mann und seine Grenzen. Eine philosophische Vision“, 1991)
- Organizacion interempresarial y empleo (Spanisch, 1995)
- Pensar y ser I. Ensayo de una fenomenología metafísica (Spanisch, „Denken und Sein I. Versuch einer metaphysischen Phänomenologie“, 1996)
- Pensar y ser II. La Escuela de Mileto (Spanisch, „Denken und Sein II. Die Schule von Milet“, 1995)
- Pensar y ser III. Heráclito, el obscuro (Spanisch, „Denken und Sein III. Heraklit, der Dunkle“, 1997)
- Pensar y ser IV. La teoría parmenídea del pensar (Spanisch, „Denken und Sein IV. Theorie des Denkens nach Parmenides“, 1990)
- El humanismo como problema humano (Spanisch, „Der Humanismus als menschliches Problem“, 2000)
- Textos filosóficos (1989-1999), (Spanisch, „Philosophische Texte (1989-1999),“ 2002, ISBN 970-9051-32-6)
- Todos los pensamientos son verdaderos, (Spanisch, „Alle Gedanken sind wahr“, 2007)